# George Ghika
George Ghika (albanska: Gjergj Gjika, rumänska: Gheorghe Ghika), född den 3 mars 1600, död den 2 november 1664, var grundaren av Ghicaätten. Han var prins av Moldavien från 1658-1659 och prins av Valakiet från 1659-1660.

## Biografi
George Ghika föddes i Veles, Han var av albanskt ursprung. Vid unga år var Ghika inblandat i handel och tog hand om varorna. Tillsammans med sin far utökade de sin verksamhet och flyttade till Moldavien. George blev  adelsman och skickades till höga porten som ambassadör. Han blev nära vän med storvisiren Köprülü Mehmed pascha och hjälpte honom vidare till höga positioner. Som prins över Valakiet flyttade han huvudstaden från Targoviste till Bukarest.